# Marokäng

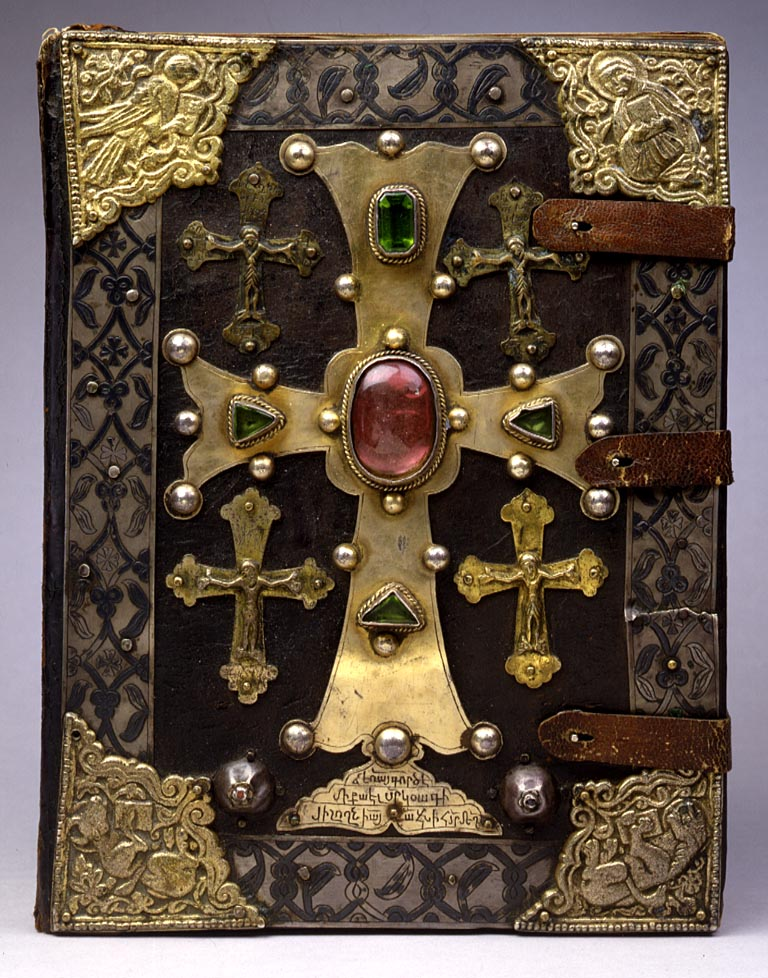
En bibel som en gång ägdes av Toros Roslin, bunden i marokäng.

Marokäng, av franska maroquin (marockansk) eller saffian, efter den marockanska staden Safi, är en typ av läder som tillverkas av huden från get. Det är fint och mjukt och används till exempel vid inbindning av böcker, då oftast infärgat i starka färger.
Saffian är den vanliga benämningen på marokäng framställd av fårskinn.

## Framställning
Marokäng garvades ursprungligen med sumak, men senare tillverkas även svart skinn som erhålls genom barkgarvning eller andra vegetabiliska garvämnen, som svärtas på narvsidan med blåträ och järnsvärta.
Sumakgarvningen utfördes genom att råa skinn syddes samman till påsar som fylldes med sumak och vatten och fick ligga i stora kar fyllda på samma sätt. Detta gav en snabb genomgarvning.
Modernare garvning sker i roterande behållare där kromgarvning tillämpas. Färgningen sker med tjärfärgämnen, påförda med borste, och efter torkning glättas skinnen.
Getskinn ger de bästa kvaliteterna och skiljs lätt på mönstret i narven från fårskinn.

## Fotnoter
1. ↑  ”Ordlista”. bokborsen.se. https://www.bokborsen.se/wiki/dictionary. Läst 12 december 2020.
2. ↑  “Från Constantinopel inkommo 2:ne mästare, 1667, den ena att bereda saffiansläder, och den andra att göra flitsbågar.” (Ur Stockholms stads historia från stadens anläggning till närwarande tid, utgiven av Nils Lundequist på Zacharias Hæggströms förlag)